# Henn na Hotel
 (novembre 2019).
Henn Na Hotel' (変なホテル) est une chaîne d’hôtels japonaise créée en 2015 par la société  H.I.S. Hotel Holdings. 
Il s'agit de la première chaîne d’hôtels typiquement japonais ayant la particularité d'être entièrement gérés par des robots. Cette chaîne d'hôtels figure, à ce titre, dans le Livre Guinness des records.

## Toponymie
En japonais, le mot « Henn » signifie « étrange » ou « changement », et d’après Miura Tatsuki, responsable du bureau des relations publiques de H.I.S, c'est cette dernière signification, celle de « changement », qui a été retenue pour illustrer l'idée d'innovation portée par ce projet.

## Description
À la réception, des humanoïdes ou des robots à l'apparence de dinosaures, tous en uniforme, accueillent la clientèle et leur souhaitent la bienvenue. Ces robots assurent l'enregistrement des nouveaux arrivants. Ils sont polyglottes, parlant indistinctement japonais, anglais, coréen, chinois... Un autre robot est mis à la disposition des clients pour s’occuper des bagages et les porter jusqu’à la chambre. La porte de cette chambre s’ouvre par reconnaissance faciale.
Il y a également Unibo, un robot concierge avec lequel il est possible de discuter. Unibo est capable de renseigner les clients de l'hôtel sur les différents magasins, restaurants, etc., qui sont à proximité de l'hôtel. Un système connecté permet également d'afficher des informations touristiques sur la région ou de proposer des jeux.
Les types de robots peuvent différer d’un hôtel à l’autre. Par exemple, au Henn na Hotel de Maihama dans la baie de Tokyo, la clientèle peut se retrouver face à des dinosaures à la réception, ainsi que des décors et des animations particulières assurées par des robots poissons fossiles évoluant dans un aquarium. D’après Miura Tatsuki, ces animations ont été installées pour prolonger l'expérience recherchée par les touristes, et dans le cas de Maihama, le sentiment de découvertes ludiques pour celles et ceux qui viennent séjourner là après avoir visité Disneyland Tokyo.

## Liens extérieurs
- Site officiel
- L'hôtel japonais entièrement robotique se sépare de ses robots 20minutes (2019-11-16)